# 攻角

圖中的α為此翼剖面之攻角

攻角（英語：Angle of attack，縮寫為，常用希臘字母α表示）為空氣動力學名詞，為機翼之翼弦與自由流（或是相對風流的方向）之夾角；如為飛機攻角，定義則為機軸對相對風流之夾角。當機翼向上為正攻角，向下則為負攻角。
攻角有可能與俯仰角搞混。俯仰角是指翼弦與飛行器俯仰之夾角，而攻角是指與自由流之夾角。
機翼要有升力，則必須要有攻角或是弧度（camber）。有弧度的機翼，其零升力攻角不為零，也就是在攻角0度時，有弧線的機翼就有升力。而對稱翼不具弧線，所以在攻角0度時沒有升力，必須要有攻角，機翼才能提供升力。
當機翼因其它因素干擾，此時對於該翼剖面的相對風速可能與飛行器的相對風速不一樣，所以在翼剖面上的相對風速與翼弦之夾角才是有效攻角。最常見的情況為，在機翼翼尖的部分，因三維釋放效應，空氣由機翼下方往上翻，使得有效攻角變小，並造成額外的阻力，我們稱這種阻力為誘導阻力，而原本的攻角與有效攻角之差為誘導攻角。
迎角传感器是测量飞机迎角的装置。一般情况下，迎角传感器都安装在飞行器的前端。